# Oratorio della Madonna del Piano (Sesto Fiorentino)
L’oratorio della Madonna del piano si trova nell'area del Polo scientifico a Sesto Fiorentino, nella città metropolitana di Firenze, arcidiocesi della medesima città.

## Storia e descrizione
L'oratorio della Madonna del piano era sorto come tabernacolo verso la fine del 1300 all'incrocio di due importanti vie che attraversavano la piana a nord ovest di Firenze e sul confine tra le due antiche parrocchie di San Martino a Sesto e Santa Maria a Quinto.
Tra il 1616 e il 1622 Filippo di Pierfrancesco Lapini, proprietario dei terreni su cui era stato edificato il tabernacolo, lo ampliò trasformandolo in oratorio ad uso dell'insediamento agricolo e abitativo di "Val di Rose".
L'oratorio rimase sostanzialmente dipendente dalla parrocchia di Santa Maria a Quinto e dalla vicina villa Targioni fino al XX secolo. Dopo il lungo periodo di decadenza della piana, l'inurbamento della popolazione contadina della seconda metà del secolo scorso ed il conseguente abbandono della sua cura, l'oratorio è stato acquisito e restaurato dall'Università di Firenze che sui terreni circostanti ha insediato il Polo scientifico e tecnologico.
L'edificio seicentesco è costituito da un'unica navata con copertura a capanna. L'ingresso, rivolto a ovest, è preceduto da un porticato sorretto da colonnine di pietra serena e pavimentato in cotto. Internamente l'altare è addossato alla parete affrescata su cui si aprono due porte che permettono l'accesso alla sacrestia.
L'affresco trecentesco, inserito originariamente nel tabernacolo, raffigura la Madonna in trono con il bambino che tiene in mano un uccellino e quattro angeli, due dei quali imbracciano un salterio e una viella.